# China United Airlines
China United Airlines — частная китайская авиакомпания со штаб-квартирой в Пекине (Китайская Народная Республика), работающая в сфере регулярных и чартерных авиаперевозок внутри страны. Единственный оператор пекинского аэропорта Наньюань, который является портом приписки и главным транзитным узлом (хабом) авиакомпании.

## История
Авиакомпания China United Airlines была образована в 1986 году для осуществления воздушных перевозок под нужды Народно-освободительной армии Китая. В связи с изданием государственного указа о запрещении непосредственного участия вооружённых сил страны в коммерческой деятельности любого рода в ноябре 2002 года авиакомпания прекратила выполнение всех регулярных, а в следующем году — и всех остальных рейсов. В 2005 году 80% собственности перевозчика было реализовано авиакомпании Shanghai Airlines, вторым крупным держателем акций China United Airlines стала государственная корпорация по оптовому экспорту и импорту. 4 июня 2005 года Администрация гражданской авиации Китайской Народной Республики возобновила разрешение на коммерческие перевозки авиакомпании. Несмотря на то, что China United Airlines в настоящее время не принадлежит военным структурам, она остаётся единственной коммерческой авиакомпанией Китая, которой разрешено использовать военные аэродромы страны.

### Инцидент с американскими спецслужбами
В 2000 году по заказу правительства China United Airlines приобрела за 120 миллионов долларов лайнер Boeing 767-300ER для обеспечения перелётов первого лица государства Цзян Цзэминя. За несколько дней до своего первого полёта на борту самолёта были обнаружены скрытые устройства прослушивания, установленные в туалете, салоне и даже в изголовье кровати. «Жучки» при этом контролировались и дистанционно управлялись через орбитальные спутники. ЦРУ и американское посольство в Китае от комментариев воздержались.

## Маршутная сеть
- Китай
  - Аньхой
    - Фуян — аэропорт Фуян Сигуань

  - Пекин

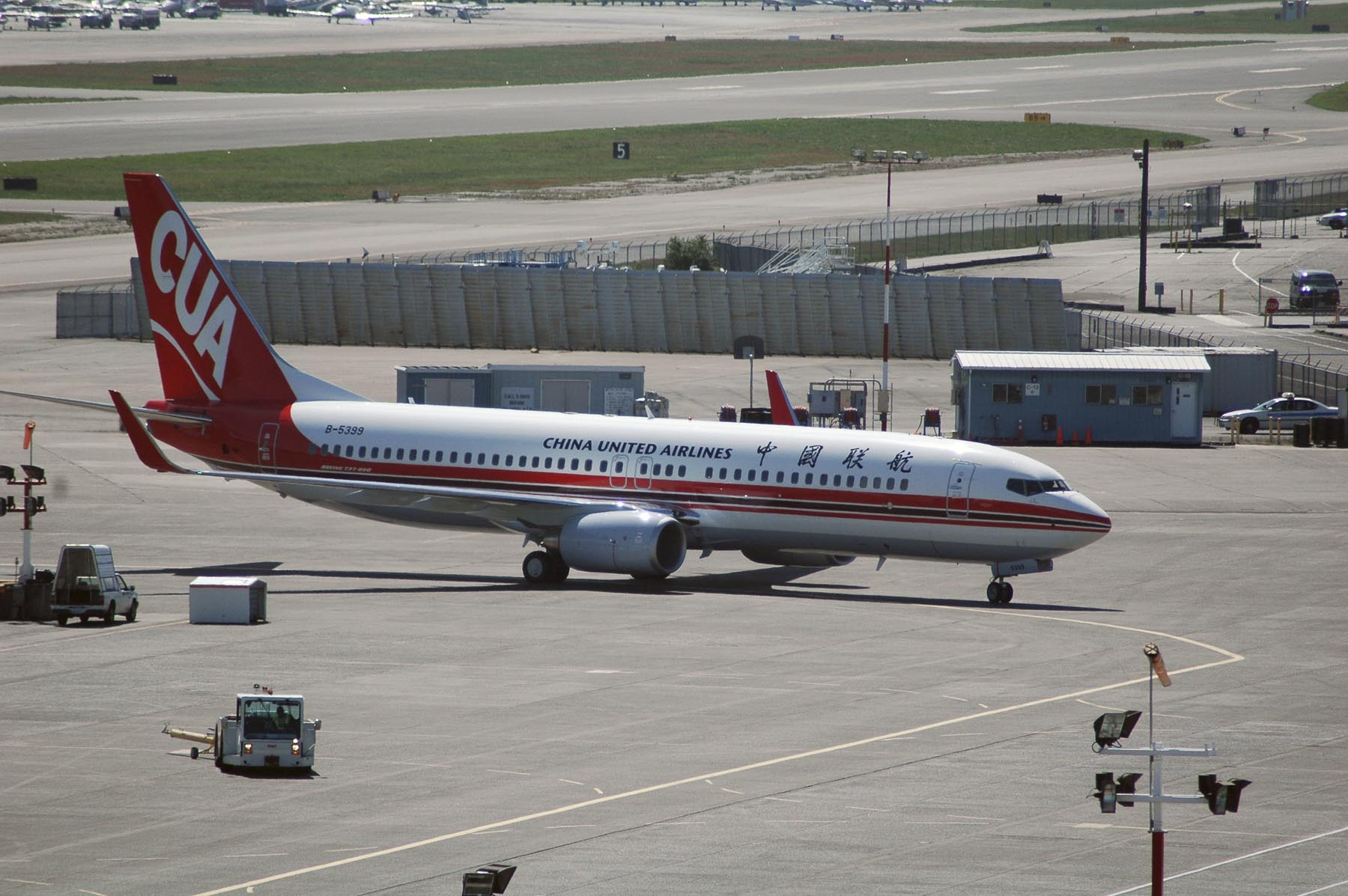
Boeing 737-800 авиакомпании China United Airlines

    - Пекин — пекинский аэропорт Наньюань хаб

  - Чунцин
    - Чунцин — международный аэропорт Чунцин Цзянбэй

  - Гуандун
    - Гуанчжоу — международный аэропорт Гуанчжоу Байюнь
    - Фошань — аэропорт Фошань Шади

  - Хайнань
    - Санья — международный аэропорт Санья Финикс

  - Хунань
    - Чанша — международный аэропорт Чанша Хуанхуа

  - Внутренняя Монголия
    - Баотоу — аэропорт Баотоу Эрлибань
    - Хайлар — аэропорт Хайлар Дуньшань
    - Хух-Хото — международный аэропорт Хух-Хото Байта
    - Ордос — аэропорт Ордос Эджэн-Хоро

  - Цзянсу
    - Уси — аэропорт Уси
    - Ляньюньган — аэропорт Ляньюньган Байтабу

  - Цзянси
    - Ганьчжоу — аэропорт Ганьчжоу

  - Шэньси
    - Юйлинь — аэропорт Юйлинь Юйян

  - Шаньдун
    - Линьи — аэропорт Линьи

  - Шанхай
    - Шанхай — международный аэропорт Шанхай Хунцяо

  - Сычуань
    - Чэнду — Международный аэропорт Чэнду Шуанлю

  - Чжэцзян
    - Ханчжоу — международный аэропорт Ханчжоу Сяошань
    - Цюйчжоу — аэропорт Цюйчжоу

## Флот
В июле 2021 года воздушный флот авиакомпании China United Airlines составляли следующие самолёты, средний возраст которых был равен 6,8 годам: